# ألف رينبو
ألف رينبو (بالإنجليزية: Alf Rainbow)‏ هو لاعب اتحاد الرغبي أسترالي، ولد في 1 أبريل 1900 في لندن في المملكة المتحدة، وتوفي في 17 ديسمبر 1963.